# Campodea folsomi
Campodea folsomi är en urinsektsart som beskrevs av Filippo Silvestri 1911. Campodea folsomi ingår i släktet Campodea och familjen Campodeidae. Inga underarter finns listade.